# Триндади (Гояс)
Триндади (порт. Trindade) — муниципалитет в Бразилии, входит в штат Гояс. Составная часть мезорегиона Центр штата Гойас. Входит в экономико-статистический микрорегион Гояния. Население составляет 105 599 человек на 2007 год. Занимает площадь 713,280 км². Плотность населения — 143,6 чел./км².
Праздник города — 31 августа.

## История
Город основан 16 июня 1940 года. 

## Статистика
- Валовой внутренний продукт на 2004 год составляет 389 794 514,00 реалов (данные: Бразильский институт географии и статистики).
- Валовой внутренний продукт на душу населения на 2004 год составляет 4060,00 реалов (данные: Бразильский институт географии и статистики).
- Индекс развития человеческого потенциала на 2000 год составляет 0,759 (данные: Программа развития ООН).

## География
Климат местности: тропический.